# Yaroslavove
Yaroslavove (en ucraniano: Ярославове) es un pueblo ucraniano perteneciente al óblast de Odesa. Situado en el suroeste del país, es parte del raión de Bolgrado y del municipio (hromada) de Bessarabske.

## Toponimia
Hasta 2024, el nombre oficial del lugar fue Maloyaroslávets Drugui (en ucraniano: Малоярославець Другий; en ruso: Малоярославец Второй). El pueblo también tuvo otros nombres históricos (en rumano: Malu-Mic; en alemán: Alt-Posttal).

## Geografía
Yaroslavove se encuentra en la margen izquierda del río Kirizhk, 7 km al suroeste de Bessarabske y 155 km al oeste de Odesa, cerca de la frontera con Moldavia.

## Historia
El lugar se encontraba en el territorio del principado de Moldavia, que fue un estado vasallo del Imperio otomano. Con el tratado de Bucarest de 1812, junto al resto de Budyak, al Imperio ruso. En un manifiesto de 1813, el zar Alejandro I convocó a los colonos alemanes a colonizar las estepas recién conquistadas en la gobernación de Nueva Rusia. En 1817 (en otras fuentes, en 1823), emigrantes alemanes fundaron aquí Alt-Posttal, siendo una de las 24 colonias madre de los alemanes de Besarabia.
La localidad pertenecía al Imperio ruso hasta 1918, pero luego pasó al reino de Rumanía con el final de la Primera Guerra Mundial.
En 1940 fue tomada por soviéticos como parte de las cláusulas del pacto Ribbentrop-Mólotov. En virtud a este pacto, los alemanes locales fueron trasladados a la Alemania nazi, siguiendo la política Heim ins Reich. Durante la Segunda Guerra Mundial, entre 1941 a 1944 fue ocupada por el reino de Rumania. 
Después de la guerra, Maloyaroslávets Drugui se incorporó a la RSS de Ucrania. 
En 2023, el grupo de trabajo de la Comisión Nacional de Estándares Lingüísticos Estatales incluyó a Maloyaroslávets Drugui en la lista de asentamientos en Ucrania que pueden renombrarse como parte de las campañas de descomunización y la derusificación en Ucrania. El nombre elegido fue el nombre de Yaroslavove, aprobado en la Rada Suprema el 19 de septiembre de 2024.

## Demografía
La evolución de la población de Yaroslavove entre 1859 y 2001 fue la siguiente:
| 1146                                                          | 1890 | 1897 | 1569 | 724 | 707 |
| (Fuente: Cities & Towns of Ukraine y UKRAINE: Größere Städte) |      |      |      |     |     |

Según el censo de 2001, la lengua materna de la mayoría de los habitantes, el 44,7%, es el búlgaro; del 26,17%, el ucraniano; del 17,56% es el ruso; del gagaúzo, el 7,5%; y del rumano, el 1,13%.

## Economía
La principal ocupación de los habitantes del pueblo era la viticultura, la elaboración de vino y la jardinería.

## Infraestructura

### Transporte
La carretera territorial T-16-44 atraviesa Yaroslavove hacia Bessarabske y Prikordonne. 